# For Love Alone
Pour le film australien, voir For Love Alone (film).
For Love Alone est un roman de l'écrivaine australienne Christina Stead publié par Harcourt Brace en 1944.

## Résumé
Situé à Sydney et à Londres dans les années 1930, le roman raconte l'histoire d'une jeune femme intelligente et déterminée nommée Teresa Hawkins ainsi que sa quête à la recherche de l'amour idéal. La protagoniste suit l'indigne Jonathan Crow à Londres et découvre la corruption et le superficiel égoïste de ce dernier. Par la suite, prise sous l'aile d'un homme plus âgé nommé James Quick, elle découvre un sens renouvelé de l'amour et la compassion.

## Critique
Lors de la relecture du roman au cours de sa réédition en 1970, WS Ramson le compara à Lucinda Brayford, un roman de Martin Boyd, qui fut également réédité à cette époque. Il exprima : « For Love Alone est d'un style aussi différent et unique que possible. Il est féminin, intuitif, presque claustrophobe dans son intensité et son introspectivité, mais également impérieux plutôt que magistral dans son assurance. L'auteur, Mlle Stead, s'inquiète de ce que son personnage examine et analyse. Elle explore un monde qui, tout en se pliant sous le poids de son examen, devient tendu et déformé dans une nouvelle perspective étroitement contrôlée ».

## Adaptation
Le roman a été adapté en film ayant le même nom en 1986. L'adaptation a été écrite et dirigée par Stephen Wallace et comprenait Helen Buday, Sam Neill et Hugo Weaving . 